# Mercedes-Benz W142
La sigla W142 identifica una famiglia di autovetture di fascia alta prodotte dal 1937 al 1942 dalla Casa tedesca Mercedes-Benz.

## Profilo e caratteristiche
La serie W142 è stata introdotta con il lancio della Typ 320, una vettura dalle forme tondeggianti nata per sostituire il precedente modello, la Typ 290. Di quest'ultima, tutti i modelli appartenenti alla serie W142 riprendono il telaio, sia esso a passo lungo o corto.
 
Si ritrovano quindi anche le stesse soluzioni telaistiche, come le sospensioni a ruote indipendenti con avantreno a balestra trasversale e retrotreno a semiassi oscillanti, oppure come l'impianto frenante idraulico a quattro tamburi. Il cambio era a 4 marce tutte sincronizzate.

Questa era la base sulla quale sarebbero nati diversi modelli e versioni, tra normali autovetture, furgoni, ambulanze e versioni per uso militare.

La famiglia W142 esce di produzione nel 1942, senza una diretta né immediata erede: i modelli che più si avvicineranno alla produzione della serie W142 saranno quelli delle serie W186, W188 e W189, più noti come Serie 300 o anche 300 Adenauer, ed introdotti a partire dal 1951.

Di seguito viene descritta più in dettaglio la famiglia W142.

### Typ 320 W142 I
La sigla W142 I identifica la prima Typ 320, ossia l'autovettura che di fatto, come già accennato, ha preso il posto della 290 nel 1937. Tale autovettura era costruita sul telaio a passo corto della 290 e montava come propulsore il 3.2 litri M142 I, in grado di erogare fino a 78 CV e di spingere la vettura fino ad una velocità massima di 126 km/h. Il cambio, poi, poteva essere richiesto in opzione con una quinta marcia che fungeva da overdrive. Questo modello è stato prodotto fino al 1942 in soli 289 esemplari.

### Typ 320 W142 II

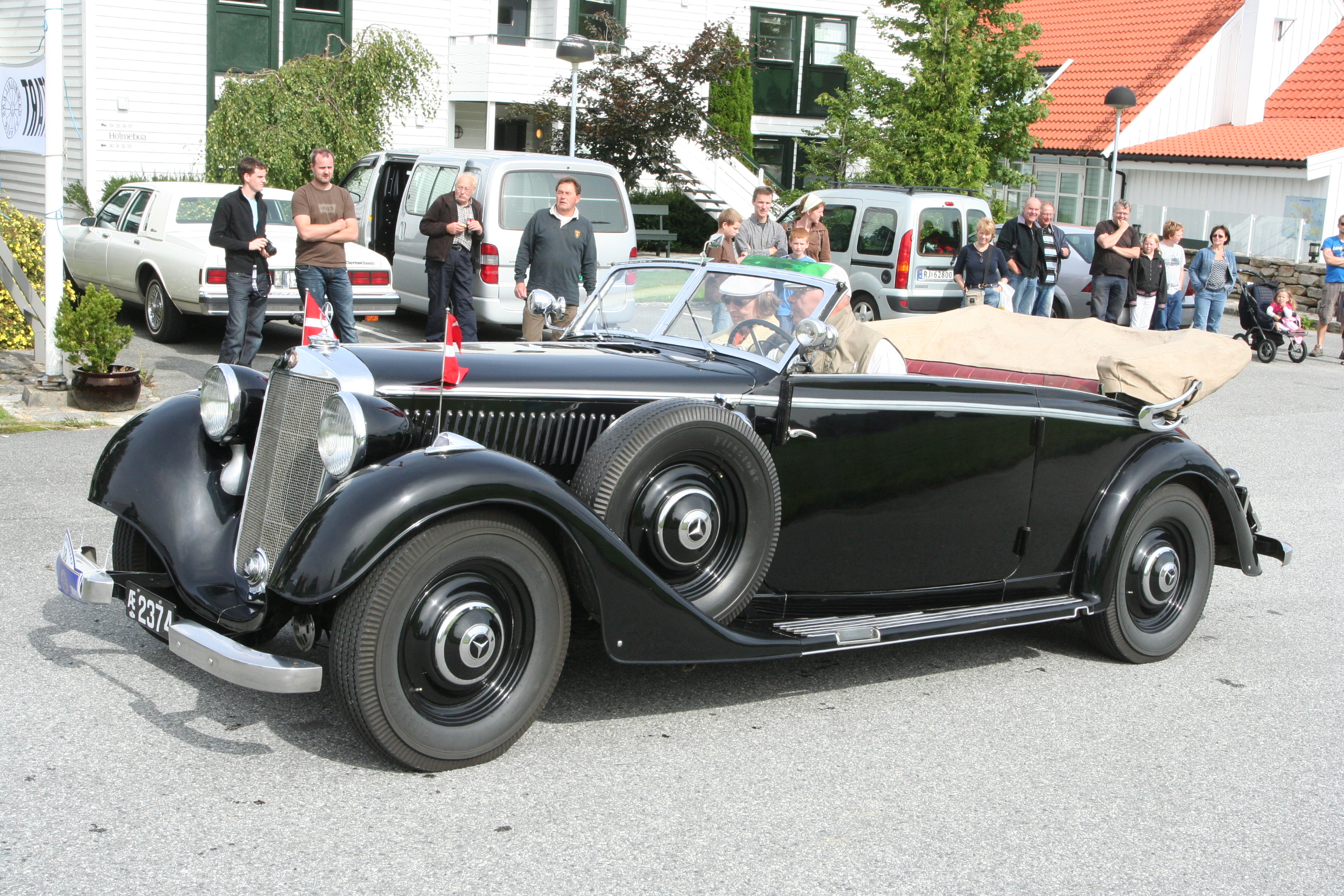
1938 Mercedes Benz 320 B Cabriolet in Utstein, Norvegia, (1º agosto 2009)

La sigla W142 II identifica la 320 a passo lungo, proposta parallelamente alla 320 "corta" durante i primi due anni di commercializzazione di quest'ultima. La 320 a passo lungo era caratterizzata da un interasse maggiorato di ben 42 cm, su cui veniva montato lo stesso motore della 320 a passo corto, perciò le prestazioni sono leggermente inferiori a causa dell'aumento di massa, passata da 1.725 a 1.850 kg.

Della 320 a passo lungo sono stati prodotti 4.037 esemplari fino al 1939.

### Typ 320 WK W142 III
La sigla Typ 320 WK identifica la versione militare derivata dalla 320. Le lettere WK stanno infatti per Wehrmachtskübelwagen, ossia vettura militare della Wehrmacht. Il telaio e la meccanica sono gli stessi delle normali 320, ad eccezione del rapporto di compressione, salito da 5.56 a 6.5:1. Il cambio era unicamente a 4 marce, senza la comodità dell'overdrive, proprio come si conviene ad un veicolo dal carattere "duro".

La velocità massima era di 118 km/h. Questo automezzo è stato prodotto fino al 1939 in 1.764 esemplari.

### Typ 320 W142 IV
Nel 1938 è stato introdotto il modello W142 IV, che indica una Typ 320 a passo lungo equipaggiata dal motore M142 II, una versione rialesata del 3.2 montato dalle altre 320. La cilindrata di questo motore è passata a 3.4 litri, con prestazioni simili e maggior elasticità di marcia. A causa del nuovo motore, la Typ 320 W142 IV veniva ufficiosamente chiamata anche Typ 340. In questo modello, il cambio a 4 marce era dotato di serie della quinta marcia con funzione di overdrive.

La Typ 320 W142 IV è stata prodotta fino al 1942 in 885 esemplari. Uno di essi, nel 1950, è stato dotato di una nuova carrozzeria aerodinamica da parte della carrozzeria Wendler.

### Typ 340 WK W142 IV
La W142 IV con motore 3.4 è servita come base per un nuovo veicolo militare, denominato ufficialmente Typ 340 WK. Tale mezzo andava a sostituire il precedente Typ 320 WK e montava chiaramente il 3.4 M142 II della vettura stradale con cui condivideva il telaio. Tale motore, però è stato leggermente potenziato e portato ad 80 CV, ma le prestazioni del veicolo erano sostanzialmente invariate. Tale veicolo è stato prodotto fino al 1940 in soli 42 esemplari.